# 18. bersaljerski polk (Italija)
18. bersaljerski polk (izvirno italijansko 18º Reggimento di Bersaglieri) je bil bersaljerski polk (Kraljeve) Italijanske kopenske vojske.